# Matese-tó
A Matese-tó (olaszul: Lago del Matese) glaciális eredetű tó az olaszországi Matese-hegységben a Monte Miletto, Monte Muto és Monte Cila hegycsúcsok közé ékelődve. Az 1011 m magasságban fekvő tó maximális mélysége 10 m. 